# Куин-Александра (хребет)
Куи́н-Алекса́ндра (англ. Queen Alexandra Range) — горный хребет в Антарктиде, в средней части системы Трансантарктических гор.
Хребет Куин-Александра представляет собой цепь куполообразных вершин, возвышающихся над поверхностью ледникового щита, которые чередуются с вершинами в виде конических пиков. Протяжённость хребта составляет около 200 км. Высшая точка — гора Керкпатрик (4528 м).
Хребет был открыт в 1908 году британской антарктической экспедицией Эрнеста Шеклтона и назван в честь английской королевы Александры.